# Gilberto Yearwood
Gilberto Yearwood (San Pedro Sula, Cortés, Honduras) es un exfutbolista hondureño nacionalizado español que participó con los clubes: Elche CF, Real Valladolid, Celta de Vigo, Real Club Deportivo España, Club Deportivo Motagua, Club Deportivo Olimpia entre otros. Como director técnico, logró un título con el Club Deportivo Motagua. Además fue asistente técnico de Ramón Maradiaga con las selecciones de fútbol de Honduras y Guatemala.

## Biografía
Por su elegancia, liderazgo, y calidad dentro del terreno de juego; además de haber logrado muchas cosas importantes, con las selecciones nacionales catrachas, Gilberto Jerónimo Yearwood es considerado el Mejor Futbolista Hondureño de todos los tiempos.
Dentro del marco de la conmemoración del centenario de la FIFA, la Federación Nacional Autónoma de Fútbol de Honduras escogió a Gilberto Jerónimo Yearwood como el jugador más destacado;  por unanimidad nacional.
Yearwood,  se inició jugando en el cuadro 'Alacranes' del barrio Suyapa en San Pedro Sula. Luego fue becado por el Colegio de ‘La Salle’ de la misma ciudad.
El señor Nicolás Chaín fue quien posteriormente recomendó a este jugador, al Real España, donde el entrenador José de la Paz Herrera dio el visto bueno para su adquisición. Esto; luego llevaría a Gilberto a convertirse, en uno de los jugadores más jóvenes en debutar en liga nacional en ese entonces.
Junto a Gilberto llegaron al cuadro aurinegro jugadores que fueron parte importante no solo del equipo, pero del fútbol hondureño en general. Ese fue el caso de los jugadores: Julio César Arzú, Jimmy Bailey, Walter Jimminson, Antonio Pavón Molina y Jorge Obando por mencionar algunos.
En 1974 el Real Club Deportivo España logró su primer título de Liga Nacional y Gilberto Yearwood con solo 17 años de edad fue parte de ese histórico triunfo aurinegro.
En 1976, Gilberto fue convocado por Rodolfo ‘Popo’ Godoy a la selección juvenil que participó en el PRE-mundial de Puerto Rico. En ese torneo, Gilberto se destacó enormemente; logrando la primera clasificación de Honduras a una competencia mundial, junto a una de las mejores generaciones del fútbol catracho.
Posteriormente; Yearwood fue parte de la selección juvenil de Honduras que participó en el mundial de Túnez 1977 donde Honduras tuvo una muy destacada participación, quedando segundo, en un grupo que también conformaban: las selecciones juveniles de Marruecos, Hungría y Uruguay.
La destacada participación de Gilberto en el torneo juvenil de Túnez llevó al Elche CF de la liga Española a obtener su pase.
La participación de Gilberto con el Elche fue tan excelente que clubes como el: Real Zaragoza, Real Madrid y el Real Valladolid se interesaron por el jugador hondureño. Pero fue este último equipo que al final se quedó con el catracho, al pagar una suma de $600,000.
Luego de su paso por el Real Valladolid, Gilberto formó parte del Tenerife y terminó su carrera en suelo español con el Celta de Vigo.
En 1987 Gilberto Jerónimo regreso a Honduras para jugar con el Real Club Deportivo España donde disputó la pentagonal final sin lograr el campeonato.
Para la siguiente temporada; el entrenador español del Club Deportivo Motagua; Carlos Jurado solicitó la contratación de Jerónimo a los directivos.
En ese equipo Gilberto tuvo la oportunidad de jugar al lado del talentoso; César Obando y de otros jóvenes que luego fueron parte importante del cuadro ‘Azul Profundo’.
En 1990 Gilberto tuvo ofertas para jugar en varios equipos del área centroamericana como el: El Herediano de Costa Rica y el Águila de El Salvador; pero al final se decidió por firmar con el Club Deportivo Olimpia de Tegucigalpa.
En el equipo ‘Merengue’; Gilberto Yearwood jugó por cuatro años más y tuvo la oportunidad de salir campeón en 1992. Gilberto Yearwood se retiró como jugador activo; el 8 de mayo de 1994 en la derrota del C.D. Olimpia ante el Vida por 0-2.

## Clubes
| Club                       | País     | Año       |
| -------------------------- | -------- | --------- |
| Real Club Deportivo España | Honduras | 1974/1987 |
| Elche CF                   | España   | 1977-1980 |
| Real Valladolid            | España   | 1980-1983 |
| Tenerife                   | España   | 1983-1984 |
| Celta de Vigo              | España   | 1984-1985 |
| Elche CF                   | España   | 1985-1986 |
| Club Deportivo Olimpia     | Honduras | 1986-1989 |
| Club Deportivo Motagua     | Honduras | 1989-1991 |
| Club Deportivo Olimpia     | Honduras | 1990-1994 |

### Campeonatos nacionales
| Título                              | Club                       | País     | Año                   |
| ----------------------------------- | -------------------------- | -------- | --------------------- |
| Liga Nacional de Fútbol de Honduras | Real Club Deportivo España | Honduras | 1974-1975-1976 - 1981 |
| Liga Nacional de Fútbol de Honduras | Club Deportivo Olimpia     | Honduras | 1992                  |

### Distinciones individuales
| Distinción | Año  |
| --- | ---- |
| Orden al Mérito: Nombrado El Mejor Futbolista de Honduras de todos los tiempos por la Federación Nacional Autónoma de Fútbol de Honduras y avalado por FIFA. | 2006 |

## Selección nacional
Gilberto Yearwood fue parte de la selección de fútbol de Honduras que participó en el mundial de España 1982. En ese torneo: Gilberto tuvo una destacadísima actuación junto a todo el elenco catracho.
En el primer partido Honduras liderado por Yearwood y Ramón Maradiaga sorprendieron al mundo al empatar (1-1) con en el anfitrión del torneo, después de ir ganando la mayor parte del partido y ser empatado con un penalty que no era, atajado por Arzu y repetido por decisión del árbitro
Posteriormente; el equipo catracho también empató a un gol con Irlanda del Norte, para luego quedar eliminados de la siguiente fase al perder contra Yugoslavia por un penal dudoso señalado por el árbitro chileno del encuentro.
A pesar de la derrota la selección de fútbol de Honduras hizo una gran presentación en tierras españolas.
Para 1985, Yearwood formó parte de la selección hondureña que buscó el pase para el mundial de México 1986. Desafortunadamente para Yearwood y todo el equipo catracho, estos fueron eliminados en el último partido de la eliminatoria, al ser vencidos por la selección de fútbol de Canadá.
Según Gilberto; esta fue la eliminación que más le dolió “porque teníamos casi el mismo equipo del 82 y éramos más maduros.” Dijo.
Gilberto Yearwood también tuvo participación en las eliminatorias para Italia 1990 con la selección de fútbol de Honduras. Sin embargo esta fue, una de las notas más tristes de Gilberto y del fútbol de Honduras cuando el equipo catracho se quedó en el camino; en solo dos partidos eliminatorios,  al empatar por 1-1 en Tegucigalpa y 0-0 en Puerto España contra la selección de fútbol de Trinidad y Tobago.
Gilberto Jerónimo también vio participación durante la primera Copa de Oro de la CONCACAF. Esta se llevó a cabo en Estados Unidos donde Honduras llegó a la final del torneo luego de vencer a Canadá (4-2), Jamaica (5-0), empatar con México (1-1) y doblegar a Costa Rica por 2-0.
Una vez en la final Honduras perdió la oportunidad de obtener el título al ser vencidos por el cuadro norteamericano por la vía de los penaltis, conformándose con el subcampeonato de la zona.
Para 1992-1993 Gilberto siguió vigente y luchó junto a Wilmer Cruz, Nicolás Suazo, Raúl Martínez Sambulá, Arnold Cruz etc. de la mano del entrenador uruguayo Estanislao Malinowsky, para que Honduras estuviera presente en Mundial de Estados Unidos 1994.
Pero fue la selección de fútbol de México la que al final, se quedó con el único boleto en disputa.
Esta fue la última competencia de Gilberto Jerónimo Yearwood con la selección de fútbol de Honduras.

### Participaciones en Copas del Mundo
| Mundial                             | Sede   | Resultado     |
| ----------------------------------- | ------ | ------------- |
| Copa Mundial de Fútbol Juvenil 1977 | Túnez  | Primera fase. |
| Copa Mundial de Fútbol de 1982      | España | Primera fase. |

### Torneos internacionales
| Torneo                                         | Sede           | Resultado  |
| ---------------------------------------------- | -------------- | ---------- |
| Torneo Eliminatorio Sub-20 de la CONCACAF 1976 | Puerto Rico    | Subcampeón |
| Copa de Oro de la Concacaf 1991                | Estados Unidos | Subcampeón |

## Entrenador
Una vez en el retiro, Yearwood decidió continuar ligado al fútbol, fue por ello que se convirtió en director técnico junto a su gran amigo Ramón Maradiaga.
En 1997, el directorio de la FENAFUTH decidió despedir al técnico de la selección nacional, el brasileño Ernesto Rosa Guedes. Por esta razón Ramón Maradiaga y Yearwood fueron llamados a cubrir la vacante dejada por el seleccionador. Ambos aceptaron el reto, de tratar de clasificar a Honduras a su segundo mundial.
Sin embargo, los resultados con Maradiaga y Yearwood al frente de la selección de fútbol de Honduras fueron adversos: Al perder contra Jamaica en Kingston por (3-0) y empatar en el estadio Morazán de San Pedro Sula a cero goles por bando. Estos resultados fueron negativamente claves, y Honduras quedó fuera del mundial de Francia 1998.
Para las eliminatorias de Corea Japón 2002, la FENAFUTH decidió darle continuidad a la dupla Maradiaga-Yearwood. En este proceso se lograron muchas cosas positivas; pero la tan ansiada clasificación no se les dio, quedando la selección de fútbol de Honduras eliminada en el último partido de la hexagonal final contra México en el estadio Azteca.
Después de esta eliminación, Gilberto Yearwood continúo trabajando como entrenador.- Entre los equipos que dirigió se encuentran: el Club Deportivo Motagua, Club Deportivo Marathón, y el Atlético Olanchano de Honduras. En El Salvador dirigió al Club Deportivo Dragón de la ciudad de San Miguel, y en Guatemala al Real Motagua de la segunda división.
A pesar de su amplio currículum como director técnico, los resultados le han sido adversos a Gilberto Yearwood; excepto por un título logrado con el Club Deportivo Motagua.
Para las eliminatorias Alemania 2006 nuevamente acompañó a Ramón Maradiaga como asistente, esta vez; de la selección de fútbol de Guatemala. A pesar de haber superado la primera ronda, ambos fracasaron en su intento de clasificar a los 'chapines' a su primer mundial, en la hexagonal final.
Después de esta aventura con Maradiaga, Yearwood tuvo un breve paso al frente de la selección de fútbol de Honduras, pero sin ser ratificado, cediéndole el paso al honduro- brasileño Flavio Ortega.
Durante las temporadas: Apertura y Clausura 2006-2007 Gilberto dirigió al Atlético Olanchano, sin lograr clasificar a la fase semifinal.
El 11 de noviembre del 2007 Gilberto Yerwood fue separado del Atlético Olanchano por malos resultados. El entrenador dejó al representativo de Olancho en la última posición a dos fechas de la finalización del torneo Apertura 2007-2008. Gilberto agradeció a la directiva del equipo y señaló: “Esto hay que verlo como un accidente del fútbol y deseo lo mejor para el equipo y su junta directiva.
Posteriormente, Yearwood pasó a formar parte de las filas del Real España como asistente del técnico Mario Zanabria. En junio de 2008, mientras desempeñaba esas funciones; Gilberto fue llamado por la federación para hacerse cargo de la selección olímpica que participaría en los juegos de Pekín 2008 en substitución de Alexis Mendoza. El entrenador aceptó el reto, a pesar de que la mayoría de la afición no lo consideraba capacitado para ejercer dichas funciones. Al final de la justa olímpica, Yearwood y su selección terminaron con un balance negativo de 5 goles en contra, cero a favor y cero puntos. Números que se dieron ante rivales como: Italia, Camerún y Corea.
A su regreso a Honduras, el entrenador manifestó que se hizo una buena presentación dado el poco tiempo de trabajo que tuvo para preparar al equipo juvenil. Luego de esta aventura, Yearwood fue contratado por el Xinabajul de Guatemala. A este equipo, Gilberto Gerónimo lo logró colocar dentro de los 4 mejores del torneo guatemalteco a pesar de su reciente ascenso a la división de honor.
Para el 2009 renovó contrato con el Xinabajul.
En el 2010 llega a dirigir el club Universidad de San Carlos de Guatemala con el que lamentablemente desciende a la liga de ascenso conocida como Liga Primera División de no aficionados de Guatemala y continua dirigiendo e este equipo, con la que en el torneo apertura 2011 integra el grupo B.

### Clubes
| Club                       | País        | Año       |
| -------------------------- | ----------- | --------- |
| Club Deportivo Dragón      | El Salvador | 1995-1996 |
| Real Maya                  | Honduras    | 1996-1997 |
| Club Deportivo Olimpia     | Honduras    | 1997-1998 |
| Real Club Deportivo España | Honduras    | 1998-1999 |
| Broncos UNAH               | Honduras    | 1999-2000 |
| Club Deportivo Motagua     | Honduras    | 2001-2002 |
| Real Motagua               | Guatemala   | 2006      |
| Atlético Olanchano         | Honduras    | 2007      |
| Xinabajul                  | Guatemala   | 2009      |
| Sacachispas                | Guatemala   | 2013–2014 |

### Participaciones en Torneos internacionales
| Torneo                                       | Sede      | Resultado                    |
| -------------------------------------------- | --------- | ---------------------------- |
| Eliminatoria Copa Mundial de Fútbol de 1998* | Honduras  | Segunda fase                 |
| Eliminatoria Copa Mundial de Fútbol de 2002* | Honduras  | Hexagonal Final (4.º. Lugar) |
| Eliminatoria Copa Mundial de Fútbol de 2006* | Guatemala | Segunda fase                 |
| JJ.OO. Pekín 2008                            | China     | Primera fase                 |

- Asistente Técnico

### Campeonatos nacionales
| Título                              | Club                           | País     | Año              |
| ----------------------------------- | ------------------------------ | -------- | ---------------- |
| Liga Nacional de Fútbol de Honduras | Club Deportivo Motagua Técnico | Honduras | Clausura 2001-02 |